# Mathilde II d'Essen
Mathilde II (949 - 5 novembre 1011) est une abbesse germanique qui fut abbesse de l'abbaye d'Essen. Mathilde était la petite-fille d'Otton le Grand, la nièce d'Otton II et la sœur du duc Otton Ier de Souabe. Elle est représentée avec son frère sur le fameux Crucifix de Mathilde conservé au trésor de la cathédrale d'Essen.